# François-Régis Rovère
Pour les articles homonymes, voir Rovère.
François-Régis Rovère, né le 16 janvier 1756 à Bonnieux et mort le 4 décembre 1818 dans la même ville, fut évêque constitutionnel du département de Vaucluse de 1793 à 1794. 

## Biographie
Siméon Stylite François Régis Rovère dit François-Régis Rovère nait dans une famille de la bourgeoisie du Comtat Venaissin. Il est le frère du conventionnel Joseph-Stanislas-François-Alexis Rovère. 
Il commence ses études au petit-séminaire d'Apt et les poursuit à l'université d'Avignon ou il devient docteur en théologie en novembre 1781. Ordonné prêtre, après un bref séjour dans la paroisse de l'église Saint-Roch de Paris il revient en province et devient grand-vicaire de l'évêque d'Apt Laurent-Michel Eon de Cély. Comme son frère il adhère aux idées de la Révolution française et à la Constitution civile du clergé et devient le 22 juin 1792 vicaire épiscopal de Jean-Baptiste Dumouchel l'évêque constitutionnel du département du Gard.
Avec l'appui de son frère, il se fait nommer « Président de l'administration de Nîmes » et il effectue une mission politique en Suisse. À son retour, il est élu par 360 voix sur 373, évêque constitutionnel du Vaucluse le 29 aout 1793 pour remplacer le chanoine Malière qui s'était auto proclamé vicaire capitulaire après le départ de l'archevêque d'Avignon Jean-Charles-Vincent Giovio pour l'Italie. Il est sacré à Avignon par l'évêque métropolitain Charles Benoît Roux, le 6 octobre 1793. Il cesse d'exercer sa fonction religieuse lors de l'abolition du culte pendant la Terreur et se démet le 26 Pluviôse An II (14 février 1794). Il rejoint son frère à Paris et il est incarcéré lors de sa chute jusqu'en 1799 et rentre à Bonnieux. Il se soumet après le Concordat de 1801 et rentre alors dans l'obscurité. Il meurt en 1818 à Bonnieux, atteint de démence avec l'assistance d'un prêtre envoyé par l'évêque d'Avignon